# Purpermanteltangare
De purpermanteltangare (Iridosornis porphyrocephalus) is een zangvogel uit de familie Thraupidae (tangaren).

## Verspreiding en leefgebied
Deze soort komt voor in Colombia en noordwestelijk Ecuador.